# حسن فهمي البدوي
حسن فهمي البدوي(7 سبتمبر 1910 - 9 يوليو 1987)، وزير العدل بالفترة من 18 نوفمبر 1970 حتى 12 سبتمبر 1971 وذلك أثناء فترة حكم الرئيس محمد أنور السادات، وقبلها كان رئيسًا لمحكمة النقد.

## نشأته
ولد المستشار حسن فهمي البدوي في محافظة الجيزة بمصر في 7 سبتمبر 1910م الموافق 3 رمضان 1328هـ.
التحق بمدرسة السعيدية ثم التحق بكلية الحقوق بجامعة القاهرة.

## حياته المهنية
تدرج المستشار حسن فهمي البدوي في عدة مناصب قضائية، إلى أن تم تعيينه رئيساً لمحكمة النقد.
كان المستشار حسن فهمي البدوي هو من اشرف على محاكمة الجاسوس الإسرائيلي فولفغانغ لوتز الملقب بجاسوس الشامبانيا عام 1965.
تم اختياره لشغل منصب وزير العدل المصري من في 18 نوفمبر 1970 في حكومتين متتاليتين، تحت رئاسة محمود فوزي عام 1390هـ 1970م خلفاً للمستشار مصطفى كامل إسماعيل حتى 12 سبتمبر 1971 فخلفه المستشار محمد سلامة.
ووزارة محمود فوزي الثانية هي الوزارة التاسعة والثمانون في تاريخ مصر والثانية في عهد أنور السادات.

## أسرته
تزوج المستشار حسن فهمي البدوي من السيدة سعاد سالم السيد ابنة أخو كلاً من أحمد لطفي السيد وسعيد باشا لطفي.

## وفاته
في يوم الخميس 9 يوليو 1986م الموافق 13 ذو القعدة 1407هـ، توفى المستشار حسن فهمي البدوي ودفن بمقابر الأسرة في منطقة الإمام الشافعي بمدينة القاهرة.